# HMS Renown (1774)
HMS Renown (1774) — 50-пушечный корабль 4 ранга Королевского флота. Третий корабль, носивший такое название, но первый британской постройки.
Спущен на воду 4 декабря 1774 года. Строился как малый, «экономичный» линейный корабль. Несмотря на их слабость, Адмиралтейство в 1770 заказало ради экономии новую серию 50-пушечных, типа Portland.
В 1776 году в составе эскадры адмирала Хау прибыл на Североамериканскую станцию, для приёма командования от адмирала Грейвза. К этому времени Американская война за независимость вошла в новую фазу.
В 1781 году, когда в Северной Америке появилась эскадра д’Эстена, был при Сэнди-Хук и Род-Айленде, где после шторма застал один на один повреждённый флагман д’Эстена, 80-пушечный Languedoc. Взять его в качестве приза помешало появление других французских кораблей.
Отправлен на слом в 1794 году.